# Irena Papazova-Anakieva
Irena Papazova-Anakieva (mazedonisch Ирена Папазова‐Анакиева; * 18. Mai 1974) ist eine nordmazedonische Forstwissenschaftlerin.

## Leben
Irena Papazova-Anakieva studierte Forstwissenschaft an der Universität Skopje und wurde 2007 mit einer Dissertation zum Thema Bedeutende Pflanzenpathogene in den Anlagen zur Erzeugung von Wald- und Zierpflanzen in der Republik Mazedonien promoviert. Seit 2017 ist sie ordentliche Professorin für Phytopathologie an der forstwissenschaftlichen Fakultät der Universität Skopje. Zu ihren Forschungsschwerpunkten gehören neben den von Pilzen und Viren hervorgerufenen Baumkrankheiten auch als Forstschädlinge auftretende Insekten.

## Veröffentlichungen (Auswahl)
- (mit Kiril Sotirovski u. a.): Horizontal transmission of hypoviruses between vegetative compatibility types of Cryphonectria parasitica in Macedonia, in: European Journal of Plant Pathology (ISSN 1573-8469), Jg. 120.2008, S. 35–42 (Abstract)
- (mit Sterja Načeski u. a.): Occurrence of the new invasive insect Cydalima perspectalis Walker on box tree in the Republic of Macedonia, in: Prilozi / Contributions. Macedonian Academy of Sciences and Arts, Section of Natural, Mathematical and Biotechnical Sciences (ISSN 1857-9027), Jg. 39.2018, S. 135–141 (Online-Ausgabe)
- (mit Sterja Načeski u. a.): Dynamics of populations of pine processionary moth (Thaumetopoea pityocampa) in the Republic of North Macedonia during the period 2007–2017, in: Silva Balcanica (ISSN 1311-8706), Jg. 21.2020, S. 77–82 (Online-Ausgabe)